# サンエリザリオ塩戦争
サンエリザリオ塩戦争（サンエリザリオしおせんそう、英: San Elizario Salt War、サリネロ反乱 (Salinero Revolt)またはエル・パソ塩戦争 (El Paso Salt War)とも）は、1877年から1878年にかけてアメリカ合衆国テキサス州西部のサンエリザリオにおいて、グアダルーペ山麓にある巨大な塩湖の所有権を巡って発生した争い。地域柄、アメリカ系住民であるテクシャンとヒスパニックであるテハーノの諍いは断続的に発生していたが、1877年にエルパソ周辺のリオ・グランデ川両岸のテハーノの住民らがテキサス・レンジャーの支援を受けた政治家に対して起こした騒動により、両者の争いは武力闘争へと発展した。闘争は20人のテキサス・レンジャーが500人ほどの住民に包囲され降伏するに至り、アフリカ系アメリカ人の第9騎兵隊とニューメキシコ準州兵らの保安官民警団の介入により決着をみた。この結果、騒動に関わった何百人ものテハーノがメキシコへ逃亡または永久追放されることになり、それまで地域コミュニティの共有財産として管理されていた塩湖は、武力によって個人がその権利を獲得するに至った。
この騒動は、地域の小競り合いという認識がなされていたが、次第に大きな問題となり、最終的にはテキサス州政府と連邦政府の目に留まるまでに至った。全米の新聞各社もこぞってこの問題を取り上げ、恣意的な報道がなされた。およそ12年にわたる塩湖を巡る争いは、最盛期には650人ほどが武器を手にする大騒動に発展し、およそ20から30人が死亡し、その倍以上の人々が負傷したと見られる。
これまでテハーノによる闘争は歴史研究者たちによって血生臭い暴動という見方がなされてきたが、近年では彼らが平等な市民として扱われることを求めた社会闘争であると位置付ける動きもある。2008年に出版された"Salt Warriors: Insurgency on the Rio Grande"においては、暴動はテハーノの人々自身の基本的な政治的諸権利と経済的未来の地方的支配を再確立することをゴールとする、組織化された政治的軍事的反乱として記述されている。

## 背景

### 地域の国家的曖昧さ
テキサス西部を流れるリオ・グランデ川は、北部からやってくるコマンチェ族やアパッチ族に対する自然の障壁として機能し、20世紀初頭に建設されたエレファント・ビュート・ダムに代表される大規模な治水工事がなされる前は河川はしばしば氾濫していた。リオ・グランデ川南岸はアングロ・アメリカンがこの地の領有権を主張するはるか前よりスペインから入植した者やメキシコ人らが一連のコミュニティを形成し定着しており、1789年に創られたサンエリザリオはそうしたコミュニティのなかで比較的大きなもののひとつであった。1829年に発生した洪水は川の流れを変え、サンエリザリオは新旧の河川に挟まれるように取り残された中州"La Isla"の中に取り残された。1836年に独立を宣言したテキサス共和国は、リオ・グランデ川を南側国境と定めた。こうした中、リオ・グランデ川内のラ・イスラに暮らすサンエリザリオの人々の国籍は、米墨戦争を経て1848年のグアダルーペ・イダルゴ条約締結まで曖昧なままであった。条約により国境が特定された後、1853年のガズデン購入によりサンエリザリオは明確にアメリカ合衆国の土地となった。当時のサンエリザリオはサンアントニオとサンタフェの間にあるアメリカ合衆国最大のコミュニティであり、カミノ・レアル・デ・ティエラ・アデントロの要所であり、この地域の郡庁所在地であった。

### 南北戦争と再建
1861年に勃発した南北戦争は、テキサス西部の政治情勢に大きな影響を与えた。戦争の終結を契機とするリコンストラクションと呼ばれたこの時代、多くの起業家がサンエリザリオにやってきた。古くからこの地に住む人々と新しくやってきた人々が混ざり合うこうした変化はこの地に軋轢を生み落とした。その他、共和党員の多くはチワワ州の都市エル・パソ・デル・ノルテ（現在のシウダー・フアレス）からリオ・グランデ川を渡った交易村に小さなコミュニティを形成して定着した。一方、1870年代に入るとアメリカ南部とつながりのある民主党が地域の影響を持つようになり、対立がより深まった。メキシコと世代的つながりを持つ古くからサンエリザリオに住む人々や新しくこの地にやってきた人々、共和党、民主党の各派閥間で同盟と対立が入り乱れ、競争が発展した。

### 塩
サンエリザリオの北東約100マイル（約160km）にそびえるグアダルーペ山のふもとに、乾燥した塩湖がある（位置：北緯31度44分36秒 西経105度04分36秒 / 北緯31.74335度 西経105.07668度）。毛細管現象によって地表に汲み上げられた高純度の塩は古来より肉の保存や塩分接種用など様々な用途に使用されていた他、カミノ・レアル・デ・ティエラ・アデントロ (en:Camino Real de Tierra Adentro) 沿いでの物々交換品としても役立っていた。また、チワワ鉱山の鉱石から銀を抽出するための方法であるパティオ法の工程においても使用される、必要不可欠な資源であった。塩の採取にあたってはリオ・グランデ川を下って北に向かうキャラバンを組むか、バターフィールド・オーバーランド・メールの駅馬車サービスを利用するのが一般的であった。1863年、サンエリザリオは塩湖までの道路を作り、スペイン国王より塩湖へアクセスする許可を取り付けた。これらの権利は後にメキシコ共和国によってグアダルーペ・イダルゴ条約に基づいて保障された。しかし1866年、テキサス州憲法により個人が鉱業権を主張することが認められるようになり、これまでサンエリザリオが伝統的に保持していたコミュニティとしての権利は覆された。

## 政治的段階
1870年、フランクリンに住む有力者達が塩湖近郊の土地の所有権を主張したが、同地はコミュニティの共有資産として認識されていたため、個人の所有を主張する意見を支持したウィリアム・ウォレス・ミルズと、ヒスパニック・コミュニティの考え方を支持したルイス・カーディス、郡政府の所有という主張を行ったアルバート・ジェニングス・ファウンテンの間で、所有権をめぐって争いが勃発する。諍いは次第に大きくなり、ミルズを支持する集団は「ソルト・リング」、カーディスとファウンテンを支持する集団は「アンチ・ソルト・リング」と呼ばれるようになった。
しかし同年、ファウンテンはテキサス州上院に選出されると土地の所有権を郡政府のものにする計画を推進し始めると、カーディスとファウンテンの間でも争いが行われるようになった。サンエリザリオのスペイン人聖職者、アントニオ・ボラホ神父はこの計画に反対し、カーディスの支持を得た。1870年12月7日、ミルズの支持者であった裁判官ゲイロード・J・クラークが殺害されるなど、事態は混乱を極めたが、1873年には共和党は地域の影響力を失い、この結果ファウンテンはエル・パソを離れ、妻の家があるニューメキシコ準州に移り住んだ。
1872年、バージニア州から民主党の復権を志すチャールズ・ハワードという男がこの地にやってくる。ハワードはこの地域のヒスパニック系有権者に強い影響力を持つカーディスと同盟を組み、地方判事として選出されることに成功した。しかし、ハワードとカーディスは郡の主導権を巡って次第に反目するようになった。
1877年夏、ハワードはオースティンの資産家である義父のジョージ・B・ジンペルマンの名義で塩湖の所有権を申請し、塩の採取を行うすべての業者に、その費用を負担するが塩は自分のものであると主張するようになった。これを受けたサンエリザリオの人々はカーディスやボラホ神父の協力のもと、極秘裏に塩を採取するようになり、隣町のソコロやイスレタなどを巻き込んだ地域コミュニティで委員会 (juntas)を組織し、秘密会議を重ね、対応を協議した。

## 1877年の塩戦争

### カーディスの殺害
1877年9月29日に、ホセ・マリア・フアレスとマケドニア・ガンダラは大量の塩を集めると表明し、これを知ったハワードはエル・パソ郡保安官チャールズ・カーバーに彼らを逮捕させた。その晩、法的な手続きのため裁判所に向かったハワードは武装した集団に襲われ、カーバーに逮捕された二人の身柄も発見されてしまう。3日間に渡って捕らえられたハワードは10月3日、12,000ドルの保証金の支払いと塩湖の諸権利破棄を約束することで釈放された。ハワードはメシラにあったファウンテンの家に短期間滞在したのち、10月10日にエル・パソに戻ってカーディスを射殺した。ハワードはすぐにニューメキシコへと逃亡したが、サンエリザリオの住人は激高し、同地は事実上の無政府状態となった。

### テキサス・レンジャーズの仲裁
この事態に恐れをなしたアングロ・コミュニティはテキサス州知事のリチャード・B・ハバードに嘆願し、テキサス・レンジャーズのフロンティア大隊の指揮官であるジョン・B・ジョーンズ少佐がエル・パソに送られた。11月5日にエル・パソに到着したジョーンズは委員会指導者らと面会し、法律を守るという彼らの合意について交渉し、ハワードの帰還、召喚、そして保釈を手配した。また、カナダ出身のジョン・B・テイズ中尉の指揮の下、新しいテキサス・レンジャーズ20人を募兵した。かき集められたテキサス・レンジャーズは老いたインディアン1人、南北戦争の古参兵数人、経験豊富な法執行官1人、無法者少なくとも1人、そしてコミュニティの大黒柱数人を含めて、アングロらとテハーノ数人で構成されていた。こうして集められた混成部隊は、個々に有能な人物は存在したが、伝統あるいは結束が欠けていた。

### テキサス・レンジャーズの降伏
1877年12月12日に、ハワードはテイズが率いるテキサス・レンジャーズ20人の中隊と共にサンエリザリオに戻ってきた。武装集団は再びハワードに襲い掛かり、教会に逃げ込んだハワードとテキサス・レンジャーズを降伏するまで2日間に渡り周囲を取り囲んだ。これはテキサス・レンジャーズの部隊が敵に降伏した歴史上唯一のケースであった。ハワード、レンジャー軍曹ジョン・マクブライド、そして商人で元警部補のジョン・G・アトキンソンは、即座に銃殺され、遺体は切断され井戸に投棄された。残りのテキサス・レンジャーズは武装を解除され、町から追放された。この事態を受けてサンエリザリオの指導者層はメキシコに逃亡し、町の人々による略奪が始まった。この騒動により12人が死亡し、50人が負傷した。

## 遺産
この騒動は死傷者だけでなく、推定3万1050ドルもの物的損害も発生した。また、多数の農民が数か月にわたって畑仕事を放棄したため多くの農作物も失われ、小麦の損失だけでも4万8000ドルと推定されている。さらに、現代の価値に換算すると125万3000ドルにも達する直接的な損失に加え、メキシコ系アメリカ人コミュニティは政治的・経済的にさらに疎外されることとなった。騒動の結果、サンエリザリオは郡庁所在地としての地位を失い、その機能はエル・パソの町へと移された。騒動を治めたバッファロー・ソルジャー第9騎兵連隊は、国境と地元のメキシコ人の人口を監視するためにブリス砦を再建した。1883年に鉄道が開通すると人の流れはサンエリザリオを迂回するようになる。町の人口は減少し、メキシコ人はこの地域での政治的影響力の多くを失った。

## 文献
- The Texas Rangers: A Century of Frontier Defense, Walter Prescott Webb, 1965 (1935), University of Texas Press.
- The El Paso Salt War of 1877, C. L. Sonnichsen, 1961, Carl Hertzog and the Texas Western Press.
- Troublesome Border, Oscar J. Martinez, 1995, University of Arizona Press.
- "The El Paso Salt War: A Review of the Historical Literature", Paul Cool, in Journal of Big Bend Studies, Vol. 17, 2005.
- Salt Warriors: Insurgency on the Rio Grande, Paul Cool, 2008, Texas A&M University Press.